# Tollaincourt
Tollaincourt là một xã thuộc tỉnh Vosges trong vùng Grand Est miền đông bắc nước Pháp.